# Christopher McQuarrie
Christopher McQuarrie (sinh năm 1968) là nhà biên kịch, đạo diễn và nhà sản xuất người Mỹ. Ông đã nhận được giải thưởng BAFTA, Giải thưởng Tinh thần độc lập và Giải Oscar cho kịch bản gốc xuất sắc nhất cho bộ phim bí ẩn neo-noir The Usual Suspects (1995).
McQuarrie ra mắt trong nghề đạo diễn với bộ phim kinh dị tội phạm The Way of the Gun (2000). Ông là cộng tác viên thường xuyên với Tom Cruise, từng viết và đạo diễn các bộ phim hành động Jack Reacher (2012), Mission: Impossible - Rogue Nation (2015), và Mission: Impossible - Fallout (2018). Ông cũng là thành viên của nhóm viết kịch bản các bộ phim Valkyrie (2008), Edge of Tomorrow (2014), The Mummy (2017) và Top Gun: Maverick (2020).

## Tiểu sử
McQuarrie sinh năm 1968 ở Princeton, New Jersey, hoặc ở Princeton Junction, New Jersey, một cộng đồng chưa hợp nhất gần đó nơi cậu lớn lên. Sau khi tốt nghiệp từ Trường trung học West Windsor-Plainsboro South năm 1986, ông làm trợ lý tại Trường trung học Christ Church tại Perth, Tây Úc, nhớ lại năm 2013, Hồi tôi được mời tham gia một chương trình tạm thời.... Tôi đã chọn một nơi từ một chiếc mũ và kết thúc tại Trường trung học Christ Church. Tôi sống ở trường và làm việc tại trường nội trú, mặc dù tôi làm rất ít việc". Bị sa thải sau chín tháng, "Tôi đã quá giang trong ba tháng, về nhà, bị đánh đập khoảng một tháng và ngay lập tức bắt đầu làm việc cho công ty thám tử này.... [Nó] thực sự là một vị trí bảo vệ được tôn vinh. Tôi nghĩ trong 4 năm tôi làm việc ở đó tôi đã làm khoảng sáu cuộc điều tra...."